# Nina Kraviz
Nina Kraviz (în rusă Нина Кравиц, transliterat Nina Kraviț; n. anii 1980, Irkutsk, RSFS Rusă, URSS) este DJ,  muziciană și cântăreață din Rusia.
Nina Kraviz a venit la Moscova să studieze stomatologia. Acolo i-a fost descoperit talentul de impresarii muzicali, iar din 2008 ea mixa la petrecerile de la Club Propaganda. Au urmat primele single-uri: Voices, Pain in the Ass ș.a. În 2012 albumul ei de debut, intitulat Nina Kraviz, a fost lansat la casa de discuri din Marea Britanie Rekids.
În 2014, Kraviz și-a fondat propria casă de discuri трип (transliterat trip).

## Discografie

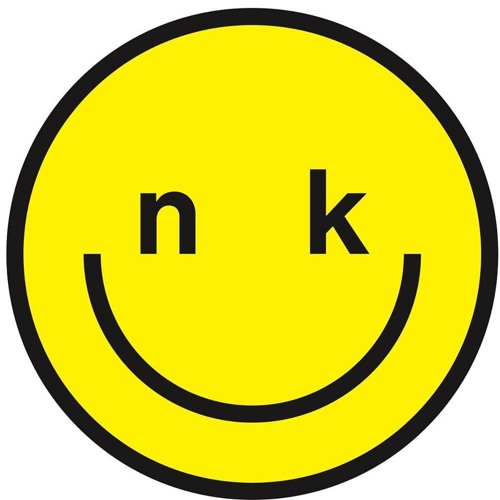
Logo-ul Ninei Kraviz

### Albume
- 2012: Nina Kraviz (Rekids)
- 2013: Mr Jones (KSR)

### Compilații
- 2015: DJ-Kicks (#48)

### Single-uri și EP-uri
- 2009: Pain in the Ass (Rekids)
- 2010: I'm Week (Rekids)
- 2011: Ghetto Kraviz (Rekids)
- 2013: Mr.Jones (Rekids)
- 2017: Pochuvstvui (Trip)